# Munatia biolleyi
Munatia biolleyi is een rechtvleugelig insect uit de familie Romaleidae. De wetenschappelijke naam van deze soort is voor het eerst geldig gepubliceerd in 1916 door Carl.